# Star Fox Guard
Star Fox Guard (スターフォックス ガード, Sutā Fokkusu Gādo) est un jeu vidéo de type tower defense codéveloppé par Nintendo et PlatinumGames sur Wii U.
Le jeu est vendu en offre groupée sous la forme d'un disque dans la première édition publiée de Star Fox Zero lors de sa sortie en avril 2016, il est ensuite fourni sous la forme d'un code de téléchargement numérique lors des rééditions. Le jeu est également vendu séparément sur l'eShop de la Wii U.

## Système de jeu
Star Fox Guard est un jeu de tower defense en 3D dans lequel le joueur doit protéger différentes bases appartenant à l'oncle de Slippy Toad, Grippy, d'assaillants venant en sens inverse grâce au contrôle de caméras de sécurité.

## Développement
Star Fox Guard est annoncé par le créateur de la série Super Mario, Shigeru Miyamoto à l'E3 2014 sous le nom « Project Guard ». Le jeu est officiellement renommé Star Fox Guard lors d'une présentation Nintendo Direct le 3 mars 2016.